# Sadivski Dubînî, Lokaci
Sadivski Dubînî (în ucraineană Садівські Дубини) este un sat în comuna Șelviv din raionul Lokaci, regiunea Volînia, Ucraina.

## Demografie
Componența lingvistică a localității Sadivski Dubînî
     Ucraineană (95,52%)
     Rusă (4,48%)
Conform recensământului din 2001, majoritatea populației localității Sadivski Dubînî era vorbitoare de ucraineană (95,52%), existând în minoritate și vorbitori de rusă (4,48%).